# Lando Ndasingwa
Landoald 'Lando' Ndasingwa (mort el 7 d'abril de 1994) va ser un polític i empresari de Ruanda. Va ser assassinat el primer dia del genocidi ruandès. Era un tutsi ètnic

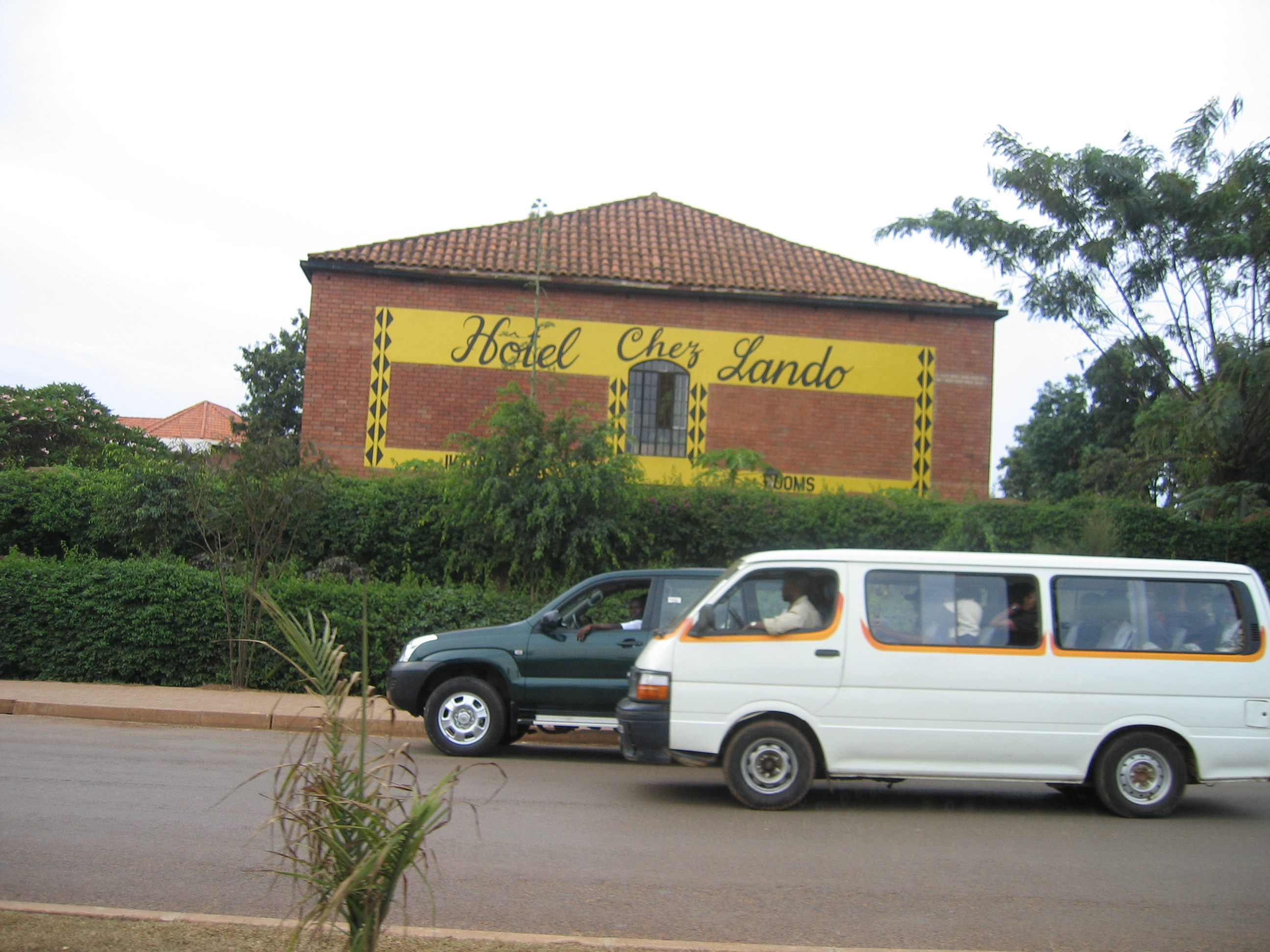
Hotel Chez Lando

Ndasingwa va fundar l'hotel Chez Lando en la dècada del 1980 amb la seva esposa canadenca Hélène. Després de la mort de Ndasingwa l'hotel fou gestionat per la seva germana Anne-Marie Kantengwa.
Va estudiar al Collège Saint-André of Kigali, la Universitat Nacional de Ruanda a Butare, Université Laval a Quebec, McGill University, i Universitat de Mont-real, i va ser professor at the Universitat Nacional de Ruanda. Políticament era el líder i vicepresident del moderat Parti libéral du Rwanda va rebre la cartera de ministre de Treball i Afers Socials al govern de transició de Juvénal Habyarimana després dels acords d'Arusha. Va ser l'únic membre tutsi del govern de transició.
El 17 de febrer de 1994, el comandant de la UNAMIR Roméo Dallaire va rebre informació d'una conspiració per assassinar Ndasingwa i Joseph Kavaruganda, dos destacats membres moderats del govern de transició. En el seu llibre Shake Hands with the Devil, Dallaire afirma que els va informar d'aquesta trama, i tampoc es van sorprendre. Com a figura pública coneguda, Ndasingwa era l'objectiu freqüent d'atacs a l'estació de ràdio de propaganda RTLM.
El 7 d'abril, després de la mort d'Habyarimana, Ndasingwa i la seva esposa canadenca, Hélène Pinsky, ambdós graduats de la Universitat de Mont-real, van ser segrestats de casa seva juntament amb els seus dos fills (Malaika i Patrick, 17 i 15 anys), i la mare de Ndasingwa per la Guàrdia Presidencial del govern, tot i estar sota la protecció d'UNAMIR. Tots van ser assassinats posteriorment.
Una de les seves germanes, Louise Mushikiwabo, en desembre de 2009 va ser Ministra d'Afers Exteriors i de Cooperació al govern de Paul Kagame.